# Fauce
In botanica il termine fauce sta ad indicare l'apertura della parte tubolosa di un calice, corolla o perigonio.